# Келин, Урс
Урс Келин (нем. Urs Kälin; род. 26 февраля 1966, Беннау, Швиц) — швейцарский горнолыжник, призёр олимпийских игр и чемпионатов мира, победитель этапов Кубка мира. Специализировался в гигантском слаломе и супергиганте.
В Кубке мира Келин дебютировал 17 января 1989 года, в ноябре 1989 года одержал свою первую в карьере победу на этапе Кубка мира, в гигантском слаломе. Всего имеет на своём счету 3 победы на этапах Кубка мира, все в гигантском слаломе. Лучшим достижением в общем зачёте Кубка мира, является для Келина 9-е место в сезоне 1995/96.
На Олимпийских играх 1992 года в Альбервиле был 14-м в супергиганте.
На Олимпийских играх 1994 года в Лиллехаммере завоевал серебряную медаль в гигантском слаломе, лишь 0,02 секунды проиграв в борьбе за золото немцу Маркусу Васмайеру.
На Олимпийских играх 1998 года в Нагано стал 12-м в гигантском слаломе.
За свою карьеру участвовал в шести чемпионатах мира, на чемпионатах мира 1991 и 1996 года становился вторым в гигантском слаломе.
Использовал лыжи производства фирмы Stoeckli. Завершил спортивную карьеру в 2001 году.

## Победы на этапах Кубка мира (3)
| № | Сезон   | Дата           | Место           | Дисциплина            |
| - | ------- | -------------- | --------------- | --------------------- |
| 1 | 1989/90 | 30 ноября 1989 | Уотервиль-Вэлли | Гигантский слалом     |
| 2 | 1995/96 | 6 января 1996  | Флахау          | Гигантский слалом (2) |
| 3 | 1995/96 | 9 марта 1996   | Квитфьель       | Гигантский слалом (3) |